# Lecarrow Canal
Der Lecarrow Canal (irisch Canáil na Leithcheathrún) ist ein schiffbarer Kanal in der Grafschaft Roscommon, Republik Irland. Mit einer Länge von 1,5 km verbindet er das Dorf Lecarrow mit dem See Lough Ree.

## Geschichte
Der Kanal wurde in den 1840er Jahren angelegt, um Kalkstein nach Athlone für den Brückenbau, den Bau von Stauanlagen und einer Schleuse zu transportieren. Bereits nach 17 Jahren Betrieb wurde er nicht mehr für diesen Zweck genutzt. Für die Getreidemühle in Lecarrow ermöglichte der Hafen den Transport von Getreide und Mehl auf dem Wasserweg. Daher spielte der Hafen eine wichtige Rolle für die Industrie und den Handel der Region. Er wird im National Inventory of Architectural Heritage der Republik Irland als architektonisches Erbe von technischem Interesse geführt.
Ausbaggerungen und Vertiefungen erfolgten 1889 und in den 1960er Jahren.

## Touristische Nutzung
Heute hat der Kanal keine industriewirtschaftliche Bedeutung. Der Kanal und die Marina Lecarrow Harbour werden jedoch durch den Bootstourismus genutzt. Mit dem Fluss Shannon, den Erne-Seen, dem Shannon-Erne-Kanal und dem Grand Canal ist der Lecarrow Canal Teil des größten Sport- und Mietbootsreviers Europas.